# Sarah Burke
Sarah Burke (Barrie, 3 settembre 1982 – Salt Lake City, 19 gennaio 2012) è stata una sciatrice freestyle canadese, specialista dell'halfpipe.

## Biografia
Nata a Barrie in Ontario nel 1982 e cresciuta a Midland sempre in Ontario, nel 2001 vinse il suo primo premio agli US Freeskiing Open nella categoria halfpipe e un secondo posto nel slopestyle. Nel 2005 prese parte ai Mondiali di Ruka, vincendo la medaglia d'oro nell'halfpipe, ed esordì in Coppa del Mondo il 17 marzo dell'anno seguente ad Apex, subito ottenendo la prima vittoria. Tra il 2008 e il 2011 ottenne altri cinque podi in Coppa del Mondo, dei quali quattro vittorie. Prese parte ai Mondiali di Park City 2011, giungendo 4ª nell'halfpipe. Nel palmarès contava anche quattro podi, di cui tre vittorie, in Nor-Am Cup, ottenuti tra il 2004 e il 2007.
Il 25 settembre 2010 si sposò con il collega Rory Bushfield a Pemberton nella Columbia Britannica. La coppia andò a vivere a Squamish, anch'essa nella Columbia Britannica.
L'11 gennaio 2012 entrò in coma dopo un incidente avvenuto durante un allenamento a Park City, nello Utah; ricoverata all'ospedale dell'Università dello Utah a Salt Lake City, morì otto giorni dopo per i danni cerebrali a causa della mancanza di ossigeno al cervello dopo un arresto cardiaco.
La Burke fu, oltre che a una delle campionesse di questo sport, uno dei principali promotori dell'aggiunta al programma olimpico dello freestyle della specialità dello halfpipe. Prima della scomparsa era considerata una delle favorite per la medaglia d'oro ai XXII Giochi olimpici invernali di Soči 2014.

## Palmarès

### Mondiali
- 1 medaglia:
  - 1 oro (halfpipe a Ruka 2005)

### Coppa del Mondo
- Miglior piazzamento in classifica generale: 4ª nel 2008
- 6 podi:
  - 5 vittorie
  - 1 secondo posto

#### Coppa del Mondo - vittorie
| Data             | Luogo          | Paese    | Disciplina |
| ---------------- | -------------- | -------- | ---------- |
| 17 marzo 2006    | Apex           | Canada   | HP         |
| 13 gennaio 2008  | Les Contamines | Francia  | HP         |
| 15 febbraio 2008 | Inawashiro     | Giappone | HP         |
| 20 marzo 2011    | La Plagne      | Francia  | HP         |
| 20 marzo 2011    | La Plagne      | Francia  | HP         |

Legenda:

HP = halfpipe